# Veronica (internet)
Veronica – mechanizm wyszukiwawczy dla protokołu Gopher, opracowany w 1992 przez Stevena Fostera i Freda Barrie na uniwersytecie Nevada; Veronica jest stale aktualizowaną bazą nazw każdej pozycji na tysiącach serwerów Gopher.
Nazwa Veronica jest oficjalnie akronimem od Very Easy Rodent-Oriented Net-wide Index to Computer Archives, de facto nawiązuje do mechanizmu wyszukiwawczego FTP o nazwie Archie – Veronica Lodge jest jednym z bohaterów Archie Comics.